# Mark Leiter Jr.
Mark Leiter Jr. (né le 13 mars 1991 à Fort Lauderdale, Floride, États-Unis) est un lanceur droitier des Cubs de Chicago de la Ligue majeure de baseball.
Il est le fils de Mark Leiter et le neveu d'Al Leiter, deux anciens joueurs professionnels de baseball.

## Carrière
Étudiant au New Jersey Institute of Technology, où il joue au baseball pour l'équipe des Highlanders et réussit en mai 2013 une partie de 20 retraits sur des prises, Mark Leiter Jr. est réclamé par les Phillies de Philadelphie au 22e tour de sélection du repêchage amateur de juin 2013. 
Il fait ses débuts dans le baseball majeur le 28 avril 2017 comme lanceur de relève pour Philadelphie.